# Herr Meets Hare
Herr Meets Hare è un film del 1945 diretto da Friz Freleng. È un cortometraggio d'animazione di propaganda antinazista della serie Merrie Melodies, uscito negli Stati Uniti il 13 gennaio del 1945, durante la seconda guerra mondiale, e ha come protagonista Bugs Bunny. Questo corto, uscito in sala poco tempo prima del crollo del terzo Reich, fu il penultimo cartone a tema bellico della Warner Bros. (Daffy coscritto fu l'ultimo) e venne distribuito appena quattro mesi prima che la guerra finisse in Europa.

## Trama
Il cartone inizia con un conduttore radiofonico (la cui voce imita Walter Winchell) che parla della fine del terzo Reich, affermando che la Germania è stata sconfitta, e che si domanda che fine abbia fatto Hermann Göring. La scena si sposta nella Foresta Nera, dove Hermann Göring, con indosso dei lederhosen ornati di medaglie, sta andando a caccia. Nei paraggi spunta un buco nel terreno, dal quale esce Bugs Bunny.  
Il coniglio, diretto a Las Vegas, nota un cartello con su scritto "Foresta Nera", perciò prende una mappa e si rende conto che quella foresta non compare sulla cartina, concludendo che sarebbe stato meglio "girare a sinistra ad Albuquerque" (è la prima volta che viene pronunciata questa frase ricorrente del personaggio). Quando Göring scopre Bugs, il coniglio, ignaro di dove sia finito, gli chiede delle indicazioni per Las Vegas. Göring non sa dove sia e Bugs gli indica una direzione dove andare. Il nazista lo ringrazia e inizia a marciare, salvo rendersi conto che non c'è alcuna Las Vegas in Germania, perciò spara un colpo di fucile in direzione di Bugs. Resosi conto di trovarsi in Germania, Bugs si affretta a tornare sottoterra. 
In seguito il tedesco mette all'angolo Bugs, che prende una delle sue medaglie e la piega con i denti, rivelando che è falsa. Allora anche Göring ne prende una e la piega, e comincia a borbottare delle frasi contro Adolf Hitler. Bugs utilizza del fango per truccarsi da Hitler e sorprende Göring, che scompare in un baleno per tornare con la sua uniforme nazista piena di medaglie, mentre fa il saluto nazista. Bugs lo sgrida in pseudo-tedesco e gli strappa tutte le medaglie dall'uniforme, oltre a slacciargli la cintura. Per scusarsi Göring gli fa un baciamano e lo bacia in volto, ma del fango gli rimane in faccia e così si rende conto di essere stato gabbato.
In seguito Bugs riappare in sella a un cavallo bianco, vestito da Brunilde (un personaggio delle opere di Wagner), sulle note del Coro dei pellegrini dal Tannhäuser. Göring, estasiato, si veste da Sigfrido. I due ballano sulle note dei valzer Du und Du e Sangue viennese di Johann Strauss figlio, prima che Bugs si faccia di nuovo beffe di Göring e fugga. Allora Göring ordina a un falco di catturare il coniglio, e quando ci riesce va a portarlo ad Hitler, che sta giocando a solitario di fronte a una mappa che ritrae il declino della Fortezza Europa. Hitler lo ringrazia e gli conferisce una medaglia per il suo gesto di eroismo, ma quando mette la testa nel sacco fugge via terrorizzato; anche Göring fa lo stesso e fugge. Bugs esce dal sacco vestito da Iosif Stalin (con tanto di pipa e baffi enormi) e si rivolge agli spettatori, citando (con un accento russo) lo slogan pubblicitario di una marca di tabacco dell'epoca.

## Analisi
Le locandine del corto citano come produttore Leon Schlesinger, tuttavia il cartone vero e proprio accredita i Warner Bros. Cartoons invece di Schlesinger. Potrebbe darsi che la produzione del corto sia iniziata prima che Schlesinger se ne andasse dallo studio.
Bugs si traveste da Hitler per esercitare il suo controllo sull'avversario tedesco. Si tratta di una riproposizione di una scena tratta da Bugs Bunny Nips the Nips, nella quale Bugs si traveste da generale giapponese.
Daniel Goldmark cita questo cartone come un predecessore importante di Cane all'opera (1957), nonché come punto di partenza per le sue scene. Dopo essere scappato, Bugs ritorna in scena vestito da Brunilde. Il costume comprende una parrucca bionda con le trecce e un elmo alla vichinga. Bugs cavalca un cavallo bianco che si basa su un cavallo Clydesdale. La musica di sottofondo è il Coro dei pellegrini dal Tannhäuser (1845).
In risposta, Hermann Göring si cambia d'abito, indossando una lunga veste marrone e un elmo cornuto. Mentre egli osserva "Brunilde" con bramosia, le sue corna si allungano erette. I due ballano sulle note di due valzer di Johann Strauss figlio: Sangue viennese e Du und Du, quest'ultimo tratto da Il pipistrello (1874).
L'entrata in scena di Bugs e del suo cavallo bianco venne ripresa in Cane all'opera. Tuttavia, la danza con il corteggiatore viene cambiata da una versione slapstick del valzer in un balletto raffinato. Anche le motivazioni dei ballerini cambiano. Göring è "perso nel momento" e segue quel che fa Bugs, mentre nel secondo caso la danza fa parte di un'esibizione artistica.
Entrambi i cartoni furono sceneggiati da Michael Maltese, il che potrebbe spiegare le somiglianze. Nel primo corto, i riferimenti musicali erano intesi come una critica nei confronti della Germania, con la musica di Richard Wagner che fungeva da "sfondo musicale adatto". Nel secondo corto Wagner e l'opera in generale sono il soggetto principale.

## Distribuzione
Come molti cartoni sulla seconda guerra mondiale prodotti dagli studi d'animazione più importanti, Herr Meets Hare venne ritirato dalle trasmissioni televisive o dalla distribuzione domestica dalla Warner Bros. e altri detentori di diritti (come la Turner Broadcasting e la AOL Time Warner). Nel 2001, Cartoon Network aveva pianificato di mandare in onda tutti i cartoni di Bugs Bunny usciti fino ad allora come parte del "June Bugs" ("giugno di Bugs") che avveniva ogni anno. La AOL Time Warner si rifiutò di consentire che Herr Meets Hare venisse trasmesso sostenendo che il cartone fosse offensivo (per gli standard odierni) in quanto trattava i nazisti in maniera scherzosa.
Il cartone venne trasmesso per un periodo limitato in un episodio speciale di un'ora di ToonHeads sui cartoni del secondo conflitto mondiale. Nel 2008, venne distribuito in DVD nel cofanetto Looney Tunes Golden Collection: Volume 6.

## Accoglienza
Come per altri cartoni animati statunitensi, Herr Meets Hare poteva essere visto dai prigionieri di guerra tedeschi negli Stati Uniti, e ad alcuni di loro il corto non piacque; Hans Goebler disse: "C'era Hermann Göring in piedi pieno di medaglie, poi all'improvviso è arrivato un coniglio che ha strappato tutte le medaglie, e roba così. E non ci è piaciuto."